# Aeroporto Internazionale di Québec-Jean Lesage
L'Aeroporto Internazionale di Québec-Jean Lesage (in francese: Aéroport international Jean-Lesage de Québec, oppure Aéroport de Québec) (IATA: YQB, ICAO: CYQB) è un aeroporto canadese situato a circa 11 km dalla città di Québec. Il traffico passeggeri per l'anno 2014 è stato di 1.574.699 unità.
L'aeroporto, intitolato al primo ministro del Quebec Jean Lesage nel 1993, è posto ad una altitudine di 74 m s.l.m. ed è dotato di due piste con superficie in asfalto: la 06/24 lunga 2743 metri e la 11/29 lunga 1737 metri entrambe larghe 46 metri.
La struttura è gestita dal 2001 dalla società non-profit Aéroport de Québec inc che impiega 2.000 posti di lavoro.

## Storia

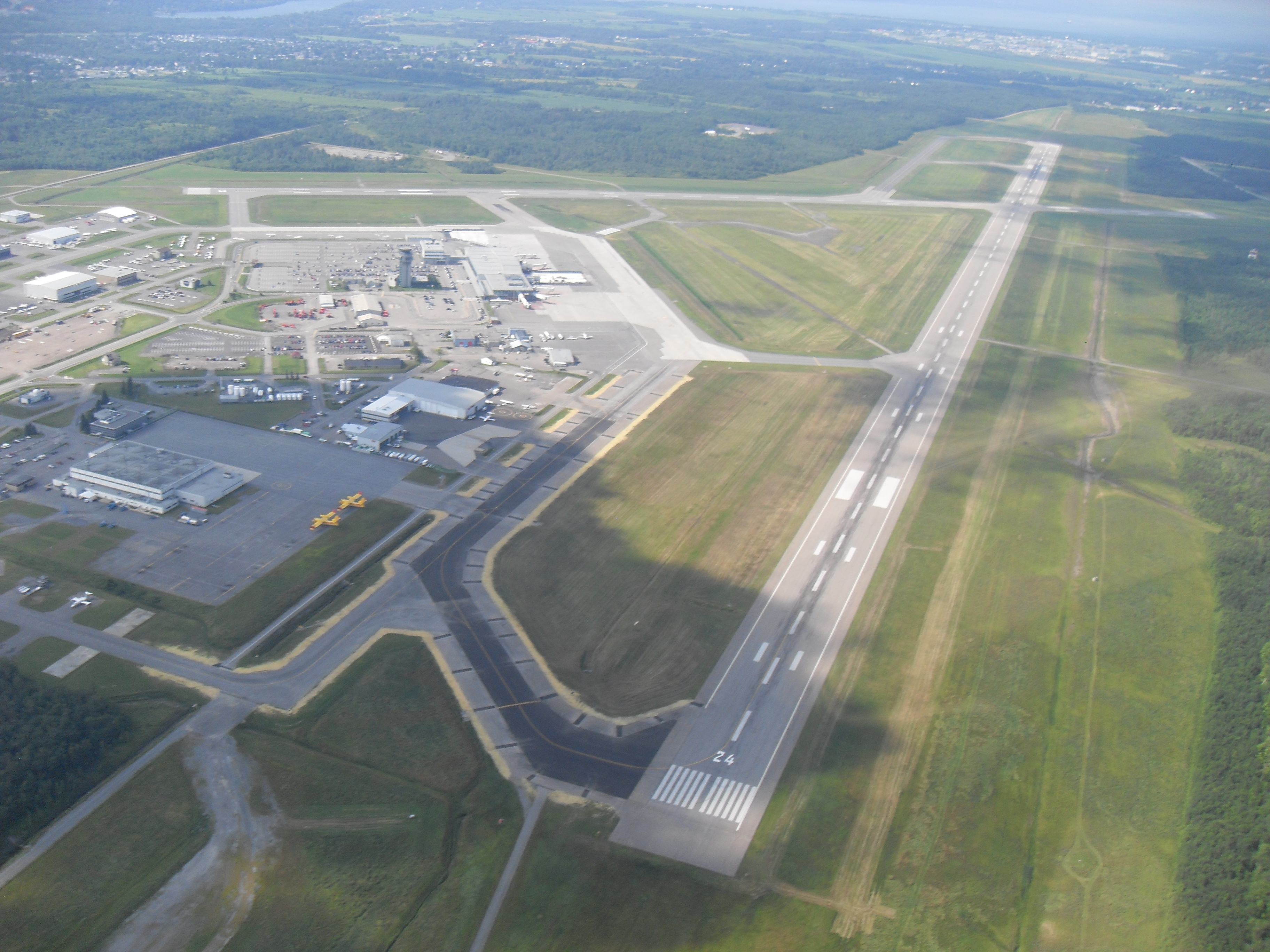
Veduta area dell'aeroporto.

L'Aeroporto di Québec-Jean Lesage nasce nel 1939 come base militare della Royal Canadian Air Force (RCAF) per l'addestramento degli equipaggi destinati a missione di osservazione aerea. Durante la seconda guerra mondiale l'aeroporto è protagonista di massicci interventi di ammodernamento con l'installazione delle luci pista e di un radiofaro.
Subito dopo il termine del conflitto viene gradualmente abbandonato fino al 1955, anno nel quale viene costruito il primo terminal. Nel 1957 iniziano i primi voli di linea operati dalla TransCanada Airlines e Québecair. Nel 1959 viene installato il radar e un sistema per l'atterraggio strumentale. Dal 1959 fino al 1970 l'aeroporto subisce ingenti investimenti e nel 1967 atterra il primo volo transatlantico.
Nel 1997 viene resa operativa la nuova torre di controllo mentre nel 2008 si inaugura un nuovo terminal. Lo stesso anno l'aeroporto supera il milione di passeggeri.
Il 13 settembre 2013, a causa della variazione della declinazione magnetica, la pista 12/30 viene rinominata in 11/29.